# Maisto
Maisto (May Cheong) is een Chinese fabrikant van modelauto's.
Het is onderdeel van het concern Master Toy Co. Ltd uit Thailand. Maisto komt van May Cheong en is een fonetische schrijfwijze van de bedrijfsnaam. Vroeger werden Maisto producten verkocht onder de naam MC Toys. Het heeft banden met Edocar en Zee Toys. Het heeft onder andere Tonka en Bburago overgenomen. Het merk startte in 1967.
Fabricage van modelauto's gebeurt in verschillende schalen, zoals 1:18, 1:43 en 1:64. Maisto heeft een officiële licentie om Ferrari modellen te maken.

## 1:18
Maisto is nu de grootste speler op de markt van 1:18 modellen, nadat Bburago failliet ging. Maisto heeft overigens ook de boedel van Bburago gekocht. Men is zo groot geworden door de samenwerking met Ferrari en de vrij hoge kwaliteit die geleverd wordt voor een relatief lage prijs. Naast Ferrari maakt het ook modellen van onder andere Maserati en Ford. Sinds 2015 worden de Ferrari-modellen onder de merknaam Bburago verkocht. Maisto doet hoofdzakelijk alleen de kits van Ferrari.

## 1:37
Maisto heeft enige modellen met schaal 1:37 geproduceerd, zoals de Volkswagen New Beetle.

## 1:43

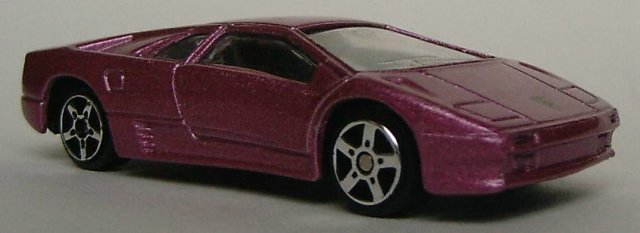
Lamborghini Diablo van Maisto

In de schaal 1:43 is Maisto meer een speler op de speelgoedmarkt, daar de modellen vaak geleverd worden met een terugtrekmotor. De modellen zijn gedetailleerd genoeg om opgenomen te worden in verzamelingen.
Sommige modellen van Maisto worden ook door andere fabrikanten verkocht onder hun eigen naam, zoals Edocar.

## 1:64
In 1:64 heeft Maisto een ruime keuze aan autootjes. Natuurlijk zijn deze voornamelijk gericht op kinderen, met prijzen van ongeveer 1 euro. De kwaliteit verschilt bij deze modellen sterk, ook het detail verschilt nogal eens.
Maisto modellen worden door veel fabrikanten en importeurs onder eigen naam verkocht, zoals Edocar, Tonka en Bburago.
Abrex ·
Action ·
Agat ·
AHC Models ·
Amalgam ·
AWM ·
Apek ·
Artitec ·
Aurometal ·
Autoart ·
B-A-C ·
Bandai ·
Barlux ·
Best box ·
Bburago ·
BGM ·
Biante ·
Blue Box ·
Brami ·
Brekina ·
Britains ·
Buby ·
Budgie ·
Bymo ·
Cararama ·
Carex ·
Carisma ·
Carson ·
Charbens ·
Champion ·
CM's ·
Compact Specials Europe ·
Conrad ·
Corgi ·
Darda ·
DeAgostini ·
De Backer ·
Diamond Label ·
Dinky Toys ·
Doorkey ·
Edocar ·
Efsi ·
Eko ·
Elekon ·
Eligor ·
Ellas ·
ERTL ·
Espewe ·
Estetyka ·
Exoto ·
Faller ·
Galgo ·
Gama ·
Gasquy ·
Gisima ·
GMP ·
Greenlight ·
Grell ·
Guiloy ·
Guisval ·
Hasegawa ·
Herpa ·
Highspeed ·
Holland Oto ·
Hongwell ·
Hot Wheels ·
Husky ·
Igra ·
Italeri ·
J.M.K. ·
Jada Toys ·
Joal ·
Johnny Lightning ·
Jouef ·
Joy city ·
Kaden ·
KEES ·
Kenner ·
Kentoys ·
Konami ·
KOVAP ·
Kyosho ·
LEGO ·
Lesney ·
Limocars ·
Lion Toys ·
Lledo ·
Lone Star ·
Maisto ·
Majorette ·
Märklin ·
Marx ·
Matchbox ·
Mebetoys ·
Mercury ·
Metchy ·
Miho ·
Miniauto ·
MiniChamps ·
Mira ·
Monogram ·
Monti System ·
Morestone ·
MotorMax ·
Muky ·
Neo Scale Models ·
New Ray ·
Norev ·
Norscot ·
Novoexport ·
NZG ·
Onyx ·
Oxford Diecast ·
Permot ·
Pilen ·
Pioneer ·
Plasticart ·
Playart ·
Pocher ·
Poliguri ·
Polistil ·
Politoys ·
Portegies ·
Premium Classixxs ·
Racing Champions ·
Radon ·
Rainbow Toys ·
R.A.M.I. ·
Realtoy ·
Real-X ·
Redbox ·
REI ·
Replicars ·
Retro 43 ·
Revell ·
Rietze ·
Rivarossi ·
Road Signature ·
Roco ·
Ros ·
RW Modell ·
Sablon ·
Safir ·
Schabak ·
Schuco ·
SEBA ·
Septoy ·
Shelby Collectables ·
SIKU ·
Směr ·
Solido ·
Spark ·
Speedy ·
Summer ·
Tamiya ·
Tantal ·
Tekno ·
Tematoys ·
Tin Toys ·
Tomica ·
Tonka ·
Tootsietoy ·
Tuf Tots ·
Universal Hobbies ·
Valvoline ·
Vemi ·
Welly ·
Wiking ·
Winner ·
Wörlein ·
WSI ·
X-concepts ·
Yatming ·
Yaxon ·
Yow Modellini ·
Zee toys ·
Zylmex